# Sojoez T-15
Sojoez T-15 (ook: 16643) was een Russische bemande ruimtevlucht uit 1986. Dit was de eerste missie die twee ruimtestations bezocht. Na een eerste bezoek aan de nieuwe Mir vloog de bemanning naar Saljoet 7. Ze demonteerde enige uitrusting en vloog terug naar Mir. Dit was de laatste vlucht van het Sojoez T-model, de laatste vlucht naar Saljoet 7 en de eerste missie naar Mir.

## Vraagtekens rondSaljoet 7
Nadat medische redenen de bemanning van Sojoez T-14 voortijdig huiswaarts dwongen, vloog het station onbemand rond. Het Westen vroeg zich af of het station opnieuw zou worden bemand. Er sijpelden steeds sterkere aanwijzingen door, dat een nieuwe Saljoet gereed was voor lancering. Bovendien zagen de Sovjets zich voor omvangrijke onderhoudswerkzaamheden gesteld, indien ze Saljoet 7 in bedrijf hielden. Probleem was dat door de voortijdige terugkeer van T-14 veel geplande wetenschappelijke experimenten geen doorgang vonden. Een belangrijk deel van de uitrusting bevond zich nog aan boord.
Toen in februari 1986 de eerste module van Mir omhoog ging, ging de buitenwacht ervan uit dat Saljoet 7 was opgegeven. Toen Sojoez T-15 koppelde met Mir leek de zaak duidelijk: Saljoet 7 had afgedaan of de combinatie Saljoet 7/Kosmos 1686 zou met Mir koppelen. Dit bleek een volkomen foutieve inschatting.

## Bemanning
De bemanning voor deze laatste Sojoez T-vlucht werd gevormd door gezagvoerder Leonid Kizim en boordwerktuigkundige Vladimir Solovjov. De kosmonauten wisten wat ze aan elkaar hadden, aangezien ze beiden deel uitmaakten van de Sojoez T-10-bemanning. Sojoez T-15 had een gewicht van zeven ton.

## Vluchtverloop

### Lancering en eerste koppeling metMir
Sojoez T-15 werd gelanceerd op 13 maart 1986 met een Sojoez-draagraket vanaf Tjoeratam te Bajkonoer. De capsule kwam in een baan met een apogeum van 358 km, een perigeum van 338 km en een omlooptijd van 91,5 minuten. De inclinatie bedroeg 51,6° bij een excentriciteit van 0,00149. Twee dagen later koppelde ze aan bij Mir.
De Mir zou in de toekomst worden uitgebreid met andere modules. Deze eerste module vormde het basisblok en huisvestte het voornaamste bemanningsverblijf, keuken, sanitaire voorzieningen en controlecentrum met de hoofdcomputers en radioverbindingen. Mir beschikte over zes koppelpunten voor bezoekende ruimtevaartuigen of uitbreidingsmodules. Dit basisblok bood 90 m³ leefruimte, onderverdeeld in tussenruimte, werkruimte, technische ruimte en transferruimte. De technische ruimte stond niet onder druk en bood onderdak aan hoofdmotor en brandstoftanks. Verder was het basisblok voorzien van een kleine luchtsluis voor het uitzetten van minisatellieten of uitsluizen van afval.
Het Mir-ontwerp ging uit van een verbeterd model Sojoez, de Sojoez TM. Dit type was echter niet tijdig gereed en dat leverde problemen op. Sojoez TM beschikte over het nieuwe Koersk-naderingssysteem en zou bij de voorste koppelaansluiting afmeren. Het achterste koppelluik bleef zo vrij voor Progress-vrachtschepen. Sojoez T-15 was nog uitgerust met het oude Igla-systeem. De kosmonauten naderden eerst vanaf 20 km met de Igla het achterste koppelluik. Vervolgens vlogen ze vanaf 200 meter op handbediening om het station heen en koppelden aan het voorste koppelluik. De laserafstandsmeter die ze gebruikten was reeds tijdens Sojoez T-13 uitgetest. Verder beschikten ze over nachtkijkers en een optische kijker.

### Eerste werkzaamheden
Via Rezonans (al uitgevoerd tijdens Sojoez 26) onderzocht men potentieel gevaarlijke resonantiefrequenties. Het Altair/SR-systeem om gegevens door te seinen en voor spraakcommunicatie met de grond onderging praktijktesten op 29 maart. Ook de atmosfeer werd gecontroleerd. Tien dagen eerder steeg Progress 25 op en bereikte Mir op 21 maart. Op 20 april voerde dit vrachtschip een baancorrectie van het station uit en keerde vervolgens terug in de atmosfeer. Drie dagen later koos Progress 26 het luchtruim en koppelde aan op 26 april, een dag later dan gepland. Mir ondervond technische problemen met de radioverbinding. Op 22 juni vertrok het vrachtschip weer.
Op 21 mei lanceerden de Russen een onbemand prototype van hun nieuwe capsule. Sojoez TM-1 arriveerde op 23 mei en keerde 30 mei terug op Aarde. Kizim en Solovjov bevonden zich toen overigens niet aan boord van Mir.

## Verhuizing naarSaljoet 7

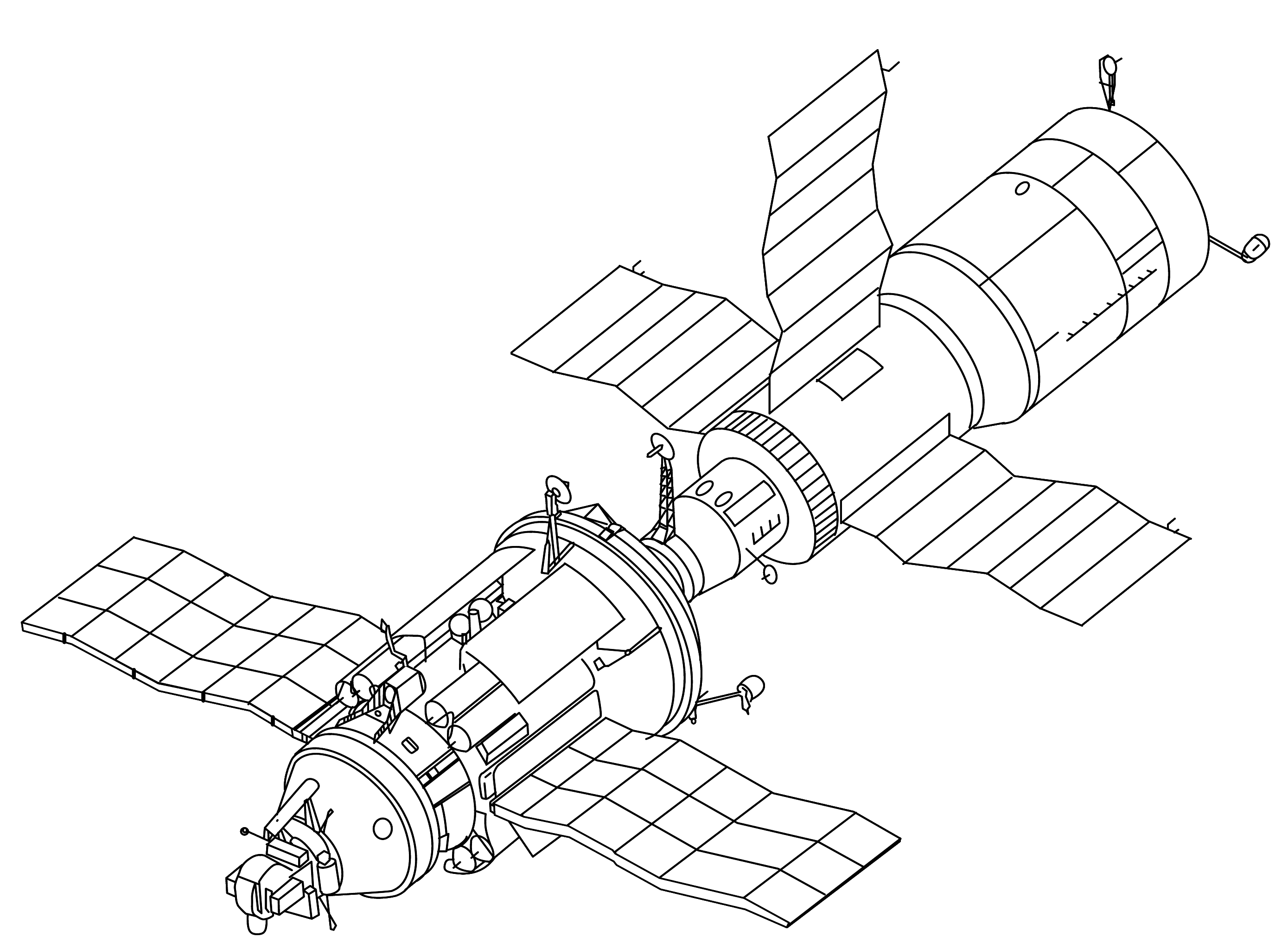
Lijntekening met rechts Saljoet 7, links de aangekoppelde Kosmos 1686

Op 3 mei 1986 maakte de Sovjet-Unie bekend dat Kizim en Solovjov tijdelijk naar Saljoet 7 verkasten. Dit station vloog onbemand rond; de aangekoppelde Kosmos 1686 verrichtte automatische metingen van kosmische straling en de dampkring. De twee kosmonauten stouwden de T-15 vol met persoonlijke bezittingen, aan boord van Mir opgekweekte planten en andere uitrusting. In totaal verscheepten ze 500 kg uitrusting naar hun volgende bestemming. 
Maar Saljoet 7 zat in een lagere baan en lag ruim 4000 km voor op Mir. Bovendien wenste de vluchtleiding de beperkte hoeveelheid brandstof aan boord van T-15 zoveel mogelijk te sparen. Het was de eerste keer dat een bemanning een tweede ruimtestation bezocht en daarna naar de eerste terugvloog. Daar was de Sojoez echter nimmer voor ontworpen; men moest dus zuinig zijn. Op 4 mei ontstak Progress 26 zijn motoren en bracht Mir in een 13 km lagere baan om Saljoet 7 in te halen.
Op 5 mei ontkoppelden Kizim en Solovjov hun vaartuig. Dit geschiedde door veren in plaats van raketjes. Dit voorkwam dat de zonnepanelen vervuilden door residu van uitlaatgassen. Saljoet 7 lag nu op 3000 km, nog steeds een aanzienlijke afstand. Na vier omwentelingen ontbrandden de motoren van T-15 om de baan verder te verlagen. Hoe lager de baan, des te sneller een ruimtevaartuig vliegt. Op deze wijze verkleint de afstand snel, maar dit kost relatief veel brandstof. Bij nadering van het hoger vliegende doel moet de baan immers weer worden opgekrikt. 
Toen Saljoet 7 in zicht kwam verhoogden de kosmonauten hun baan weer, toen ze het station tot op enige kilometers naderden. Vervolgens draaide Kosmos 1686 op commando van de grond de voorste koppelingsaansluiting van het station richting T-15. Vanaf vijf kilometer voerden Kizim en Solovjov een handmatige koppeling uit. Het was de eerste maal in de geschiedenis dat ruimtevaarders naar een ander ruimtestation overstapten.
Ze troffen het niet. Kosmos 1686 functioneerde weliswaar automatisch, maar Saljoet 7 zelf had geen elektrisch vermogen meer en was bevroren. Nadat ze de energievoorziening herstelden, richtten ze hun aandacht op het verwarmings- en klimaatbeheersingssysteem. Nu kon het wetenschappelijk gedeelte beginnen. De remote sensing-waarnemingen van de atmosfeer door de "ASTRA-1"-massaspectrometer werden hervat.

### Ruimtewandeling

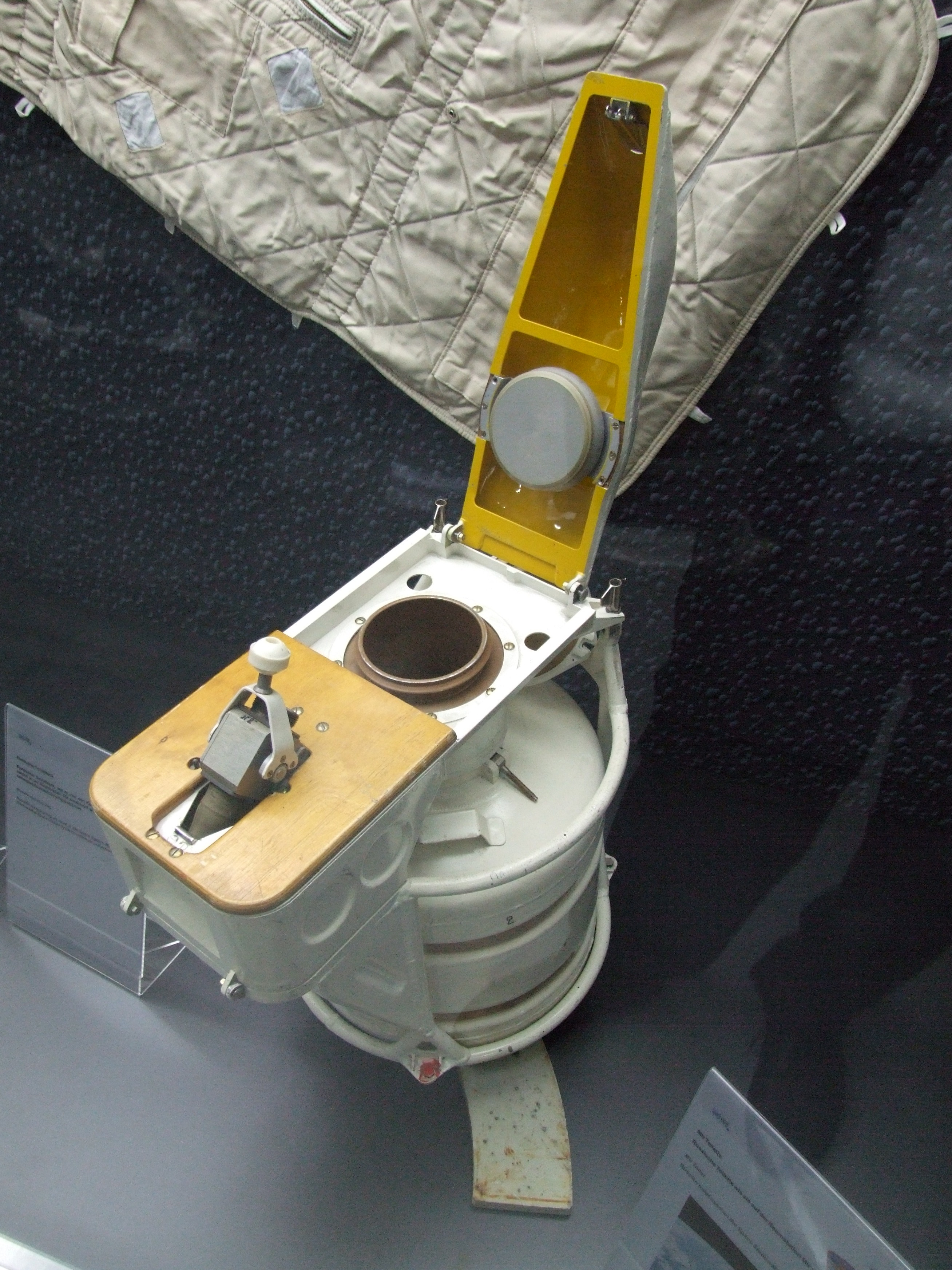
Gewichtloosheid kent niet alleen voordelen. Daarom was het toilet van Mir afsluitbaar.

Tijdens de eerste ruimtewandeling (EVA, Extravehicular activity) op 28 mei borgen ze het "Meduza"-experiment, een gezamenlijk Frans/Russisch experiment voor verzameling van komeetstof en andere proeven. Met "Spiral" ging de wetenschap het effect van de omstandigheden in de ruimte op kabels en andere materialen na. "Istok" bekeek veranderingen die in de eigenschappen van geschroefde koppelingen (zoals bouten en moeren) optraden tijdens langdurige blootstelling aan de ruimte. "Resurs" nam de uitwerking van omstandigheden in de ruimte op metalen constructiematerialen onder de loep.
De mannen waren perfect op elkaar ingespeeld; dit was hun zevende gezamenlijke ruimtewandeling. Deze nam 3 uur en 50 minuten in beslag. De Sovjet staats-tv deed hiervan gedeeltelijk live verslag. Het vertrouwen in de vaardigheden van kosmonauten was dusdanig gestegen, dat de autoriteiten het nu aandurfden. 
Het belangrijkste onderdeel van deze eerste EVA was echter "Ferma-Postroitel", een scharnierend uitklapbaar rasterwerk om na te gaan hoe men in de ruimte constructies op kon bouwen. Eerst installeerde het duo een platform nabij de luchtsluis, waarna ze een grote cilindrische trommel van 1,00 m hoogte en een diameter van 1,00 m vanuit het station op het platform plaatsten. De 150 kg zware trommel bevatte een 20 kg zwaar rasterwerk. In uitgevouwen toestand had het raster een lengte van 12 meter. Het Sovjetpersbureau vermeldde echter 15 meter. De kosmonaut in kwestie (Solovjov) hield in een paper voor de International Astronautical Federation vast aan 12 meter. Onderzoekers wilden weten hoe het URS-mechanisme voor in- en uitklappen zich in de ruimte gedroeg. Na afloop van de EVA klapten de kosmonauten het raster weer in.
Ontwerper V. Lapchinsky verwoordde zijn gedachten: "...We staan op de drempel van een tijdperk van ruimtecontructies: telescoopspiegels, gigantische zonnepanelen, hangars enz. De lengte van ons raster is nog relatief kort. Maar het principe maakt... ...masten van een kilometer lengte en zelfs groter mogelijk. Het is belangrijk om te weten hoe scharnierende roosterstructuren zich in gewichtloosheid gedragen...".
Tevens bracht de bemanning een nieuw instrument op een van de patrijspoorten aan. "BOSS" maakte gegevensverzending met een minimum aan bedrading mogelijk vanaf het rasterwerk naar het station en dan naar de Aarde. De optische sensor aan de buitenkant van het glas zette een opgevangen signaal in digitale vorm om en zond dit middels een 3 mW-laser door het glas. Dit signaal werd door de ontvanger in het station opgevangen. Vervolgens zette deze de lichtpulsen weer om in elektrische signalen om digitaal naar de Aarde over te seinen. De belangrijkste onderdelen waren in drievoud uitgevoerd om de betrouwbaarheid te verhogen.
De tweede ruimtewandeling vond plaats op 31 mei. Ook deze zond de Russische tv live uit. Tijdens deze EVA klapten de kosmonauten het raster nogmaals uit en bevestigden er twee instrumenten aan. De ene mat de trillingen van het frame; de ander, "Ton", bekeek de atmosfeer rondom het uitgevouwen raster. De bemanning ondervond enige moeilijkheden tijdens het uitklappen, maar het lukte hen ten slotte. Toen Kizim het trachtte te beklimmen als een ladder merkte hij op, dat de constructie weliswaar heen en weer bewoog maar toch stevig aanvoelde. Na afloop klapten ze het rooster weer in zonder de aangebrachte instrumenten te verwijderen.

### URI

Het basisblok van Mir

Tijdens een ander experiment buiten gebruikten ze een verbeterde versie van het URI-instrument, gebaseerd op "Isparitel". De "Isparitel" schoot een elektronenstraal in een smeltkroes om materialen van een coating te voorzien. URI kon snijden, lassen en solderen en paste in een doos met een oppervlakte van 0,5 m². De bedieningseenheid kon men middels klemmen aan railings aan de buitenkant van Saljoet 7 bevestigen. 
Het zag eruit als een camera met twee lenzen. De ene diende voor lassen, snijden en metalen solderen. De ander diende voor het aanbrengen van coatings. URI was uitgerust met vier vouwbare houders met elk zes stalen: vier van titanium en twee van roestvrij staal. Met behulp van de lens richtte de kosmonaut de elektronenstraal op het staaltje dat werd gelast, gesneden of gesoldeerd. De andere lens richtte zich op een ingebouwde smeltkroes voor het smelten en sproeien van zilvercoatings.
Het ontwerpen van het apparaat vormde een uitdaging. Het voltage dat Saljoet 7 voor zijn interne systemen gebruikte moest worden omgezet in een voor URI's elektronenstraal bruikbaar voltage. Daarnaast moest men de omgeving en ruimtepakken beschutten tegen de hoge werktemperatuur; een pistoolvormige infrarood-thermometer hield die in de gaten. Verder moest het instrument zo klein en licht mogelijk zijn. De kosmonauten Dzjanibekov en Savitskaja verrichtten de eerste praktijktesten in de vrije ruimte. Hun aanbevelingen dienden als basis voor het herziene ontwerp, dat de gebruiker eenvoudiger kon bedienen.
Tevens installeerde de bemanning een microvervormer om aan de buitenzijde van de romp aangebrachte monsters te buigen en uit te rekken. Zo konden deskundigen de eigenschappen en sterkte van diverse materialen bij voortdurende blootstelling aan omstandigheden in de ruimte nagaan. Een tijdens de eerste EVA aangelegde kabel zond alle aangeleverde gegevens via het station naar de Aarde.

### ToekomstSaljoet 7
Hoewel de Sovjet-Unie verklaarde dat Saljoet 7 niet nogmaals zou worden bemand, voerden Kizim en Solovjov op 20 juni herstelwerkzaamheden aan de temperatuurregeling uit; ook verrichtten ze reparaties aan andere boordsystemen. Westerse waarnemers namen aan, dat de Sovjets het afgeschreven station na enkele jaren nogmaals zouden bezoeken. Op deze wijze verkregen de ontwerpers een goed beeld, in welke mate diverse onderdelen aan binnen- en buitenkant versleten.

### Andere wetenschappelijke experimenten
Met "Mariya" onderzocht men de uitwerking van kosmische straling in het station, waarbij elektronen en positronen ontstonden. "Biogravistat" bekeek het opschieten van sla-zaad in de gewichtloosheid. De kosmonauten deden materiaalkundige proeven met "Kristallizator". Men berichtte dat men de gegevens benutte voor onderzoek naar massa- en warmteoverdracht. Een gelijkaardig experiment heette "Pion". "Pion" onderzocht de mogelijkheid om stromingen in capillaire vaten aan te sturen door veranderingen in temperatuur. 
Op 6 juni berichtte de Sovjet-Unie dat Kizim en Solovjov de dampkring observeerden, proeven aangaande remote sensing deden en de microvervormer buiten het station aanwendden om diverse materialen te testen. Het land gaf echter weinig informatie over het verloop van deze experimenten prijs. De Pravda publiceerde in augustus dat jaar een uiteenzetting van B. Paton en Yu. Semenov. Zij schreven dat de microvervormerproeven een wiskundig model opleverden, dat over een periode van 25 jaar de reactie van diverse materialen voorspelde.

## Terugkeer naarMir

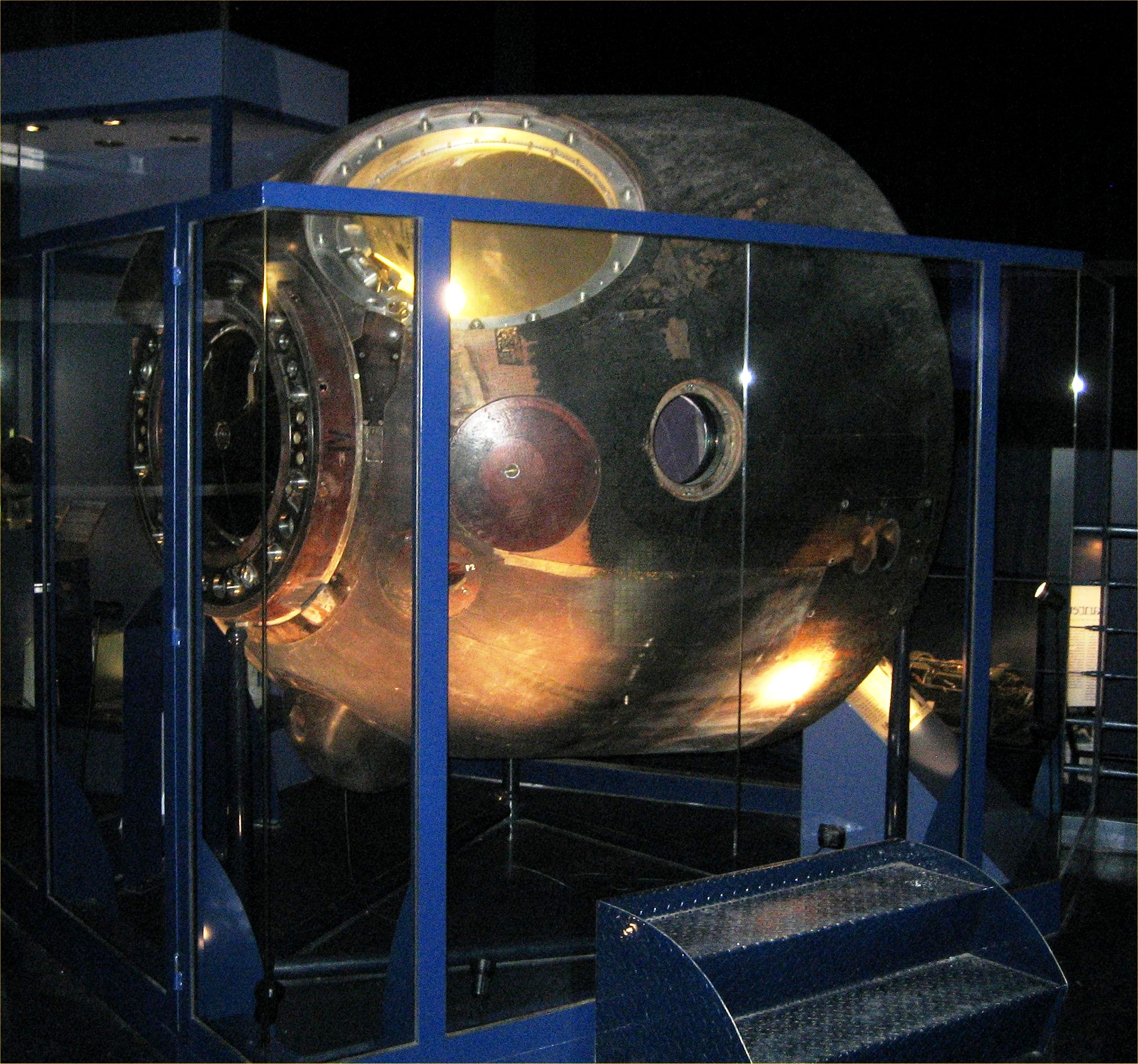
Een terugkeercapsule van model Sojoez T

Op 23 juni begon de bemanning met overladen van 400 kg uitrusting en gedemonteerde instrumenten: hun verblijf in Saljoet 7 zat er op. Ze laadden de KATE-140-camera, het "EFU-Robot"-elektroforese experiment, de ultrasonische cardiograaf, het Franse "PSN"-astrofysisch/atmosferisch instrument en "Pion-M" over. Ze verhuisden opnieuw en vlogen terug naar Mir. Heikel punt bleef de beperkte hoeveelheid brandstof van hun vaartuig. Sojoez T-15 had nog maar 420 kg brandstof over, waarvan 250 kg benodigd voor terugkeer naar de Aarde. De resterende 170 kg diende het duo dus spaarzaam te benutten.
Op 21 juni voerde Mir via Progress 26 hiertoe een baanwijziging uit, waarna het vrachtschip zich de volgende dag losmaakte en verbrandde in de atmosfeer. Op 24 juni voerde Mir op eigen kracht nogmaals een baanwijziging door, om de afstand tussen beide ruimtestations te verkleinen. Op 25 juni ontkoppelden Kizim en Solovjov hun T-15 van Saljoet 7 en sloten zo een belangrijk hoofdstuk uit de Sovjet-ruimtevaart af; het bemande Saljoet-programma kwam ten einde. 
Op 16 augustus gaf TASS een communiqué uit, waarin stond dat de bemande missies naar Saljoet 7 waren afgerond. Twee weken later gaf Semenov in het blad aan, dat het nu onbemande station na enkele jaren wellicht zou worden bezocht, om te kijken naar de algehele toestand en mate van verval. In het bijzonder de slijtage aan de luchtdichte afdichting van het bemanningsverblijf, tanks en lucht- en vloeistofleidingen trokken de aandacht. Het uiteenvallen van de Sovjet-Unie en de daarmee gepaard gaande economische crisis lieten het ruimtevaartprogramma echter niet onberoerd. Het ontbrak het land aan de financiële middelen om Saljoet 7 een laatste maal te bezoeken.
De Mir lag op 3000 km afstand, in een baan die 25 à 30 km hoger lag. In plaats van de kortste route volgden ze de meest economische aanvliegkoers. Op een afstand van 100 meter zwenkte het station de voorste koppelingsaansluiting richting T-15. Op 26 juni voerden ze vanaf 50 meter afstand op handbediening een geslaagde koppeling uit.

### Werkzaamheden inMir
Kizim en Solovjov installeerden de verwijderde systemen uit Saljoet 7 en voerden nog enige experimenten uit. Tijdens het "GEOEX 8"-experiment namen Mir, een satelliet en een vliegtuig gelijktijdig enige gebieden van de DDR in ogenschouw. Dit onderzoek bewees praktisch nut op het gebied van landbouw, milieubescherming en geologie. Na afsluiting van de laatste experimenten bereidden ze het station voor op automatisch functioneren. Het was tijd om huiswaarts te keren.

## Terugkeer
Op 16 juli 1986 vlogen Kizim en Solovjov terug naar de Aarde. Het tweetal landde zonder problemen in Kazachstan en kwam neer op 55 km noordoostelijk van Arkalyk. Ze zetten na een vlucht van 125 dagen en 1 minuut weer voet op Aarde. Het duo had 1980 maal om de Aarde gecirkeld en legde daarbij een afstand van 83,7 miljoen km af. Voor zowel Solovjov als Kizim markeerde Sojoez T-15 hun laatste missie. Ook de Sojoez T verdween naar het museum; na vijftien vluchten dankte de Sovjet-Unie dit type af ten gunste van de modernere Sojoez TM.
1 ·
2 ·
3 ·
4 ·
5 ·
6 ·
7 ·
8 ·
9 ·
10 ·
11 ·
12 ·
13 ·
14 ·
15 ·
16 ·
17 ·
18A ·
18 ·
19 ·
20 ·
21 ·
22 ·
23 ·
24 ·
25 ·
26 ·
27 ·
28 ·
29 ·
30 ·
31 ·
32 ·
33 ·
34 · 
35 ·
36 ·
37 ·
38 ·
39 ·
40

T-1 ·  
T-2 ·
T-3 ·
T-4 ·
T-5 · 
T-6 ·
T-7 · 
T-8 ·
T-9 · 
T-10-1 ·
T-10 · 
T-11 ·
T-12 · 
T-13 ·
T-14 · 
T-15